# Jeff Plate
Jeff Plate (Schuyler, 26 marzo 1962) è un batterista statunitense.
Attualmente fa parte dei Trans-Siberian Orchestra; ha fatto parte dei Metal Church (fino al loro secondo scioglimento) e dei Savatage.

## Discografia

### Con i Savatage
- Japan Live '94 - 1995
- Dead Winter Dead - 1995
- The Wake of Magellan - 1998
- Poets and Madmen - 2001

### Con la Trans-Siberian Orchestra
- Christmas Eve and Other Stories - 1996
- The Christmas Attic - 1998
- Beethoven's Last Night - 2000
- The Lost Christmas Eve - 2004
- Night Castle - 2009
- Letters from the Labyrinth - 2015

### Con i Metal Church
- A Light in the Dark - 2006
- This Present Wasteland - 2008
- Generation Nothing - 2013
- XI - 2016

### Collaborazioni
- 2004 - The Mold - Chris Caffery